# Режим експлуатації нафтового покладу

Графіки зміни в часі характеристик нафтового покладу в різних режимах.
Цифри: 1 — газовий фактор, м³; 2 — тиск флюїду в колекторі, МПа; 3 — видобуток нафти, т/добу; 4-видобуток води, м³/добу. Букви: А — Режим розчиненого газу; В — газонапірний режим; С — водонапірний режим; Σ — сумарний видобуток, %.

Режим експлуатації нафтового покладу — сукупність природних і техногенних умов, які обумовлюють приплив нафти до видобувних свердловин. Відбувається за рахунок різних факторів — енергії пружного розширення нафти, пластовою водою тощо. В промисловій геології нафти і газу розрізняють декілька видів і підвидів режимів експлуатації покладу. Розрізняють шість режимів: пружний, водонапірний, розчиненого газу, газонапірний, гравітаційний, мішані. Такий поділ на режими «у чистому вигляді» дуже умовний. Під час розробки родовищ, в основному, спостерігаються мішані режими. Але виділення окремих режимів дозволяє описати тенденції в зміні умов, за яких працює свердловина.

## Пружний
Пружний режим (рос. режим нефтяной залежи упругий; англ. oil reservoir elastic drive; нім. elastisches Regime n der Erdöllagerstätte) — режим, за якого приплив нафти до свердловин відбувається за рахунок енергії пружності (пружного розширення) нафти, зв'язаної води і породи, а тиск у всіх точках пласта є не менше за тиск насичення нафти газом. У такому тлумаченні це є перша фаза пружного режиму. У другій фазі він переходить або в замкнутопружний режим, або в пружноводонапірний режим нафтового покладу (як у свої різновиди). Цей вид режиму типовий для покладів великої площі, продуктивні ласти яких мають значну мінливість колекторських властивостей. Кінцева нафтовіддача, в залежності від колекторських властивостей пласту коливається в межах 50—70 %.

### Пружноводонапірний
Пружноводонапірний режим (рос. режим упруговодонапорный [нефтяной залежи]; англ. elastic water drive [of an oil reservoir], нім. elastischer Randwassertrieb m der Erdöllagerstätte) — різновид пружного режиму нафтового покладу, коли поклад не обмежений і оточений законтурною водою, за рахунок енергії пружності якої продовжується приплив нафти до свердловин. Пружноводонапірний режим обумовлений проявом енергії пружного розширення нафти, зв'язаної води, води у водоносній області, порід пласта в нафтовому покладі і у водоносній області та енергії напору крайових вод у водоносній області.

#### Замкнутий пружноводонапірний
Замкнутий пружноводонапірний режим (рос. замкнутый упруговодонапорный режим; англ. close elastic water drive; нім. geschlossenes elastisches Wasserdruckregime n) — різновид пружноводонапірного режиму нафтового покладу, властивий покладам з обмеженими розмірами законтурної області внаслідок її екранування розривними тектонічними порушеннями, згасання проникності колекторів поблизу покладу і ін. Покладам нерідко притаманні аномально високий пластовий тиск і, звичайно, підвищені темпи його зниження під час розробки.

### Замкнутопружний
Замкнутопружний режим (рос. режим замкнутоупругий [нефтяной залежи]; англ. close elastic drive [of an oil reservoir], нім. geschlossenelastisches Regime n der Erdöllagerstätte) — різновид пружного режиму нафтового покладу, коли поклад обмежений, а приплив нафти до свердловин продовжується за рахунок енергії пружності нафти, зв'язаної води і породи в міру подальшого зниження тиску в покладі.
Для замкнуто-пружного і пружноводонапірного режимів характерне значне зниження тиску в початковий період постійного відбору нафти (або зниження поточного відбору при постійному тиску рв). При пружноводонапірному режимі темп подальшого зниження тиску (поточного відбору) сповільнюється. Це пов'язано з тим, що зона зниження тиску охоплює об'єми водоносної області, що збільшуються в часі і для забезпечення одного й того ж відбору нафти потрібно вже менше зниження тиску. Якщо зовнішня межа водоносної області знаходиться вище (на більш високій гіпсометричній відмітці), ніж вибій свердловини, то крім енергії пружності діє потенційна енергія напору (положення) контурної води.

## Водонапірний
Водонапірний режим (рос. режим нефтяной залежи водонапорный; англ. oil reservoir water drive; нім. Wasserdruckregime n der Erdöllagerstätte) — режим, за якого нафта в нерозгазованому стані витісняється до нафтових свердловин водою. Розрізняють штучний, коли в поклад нагнітається вода з поверхні, і природний. Характерний для літологічно однорідних водонапірних комплексів і витриманих по площі високопроникних пластів, за умови відносної близькості до покладу до області живлення воонапірного комплексу. Кінцева нафтовіддача в залежності від колекторських властивостей пласта коливається в межах 65—80 %.

## Розчиненого газу
Режим газованої рідини (розчиненого газу режим, -ого, -…, -у, ч.), (рос. режим газированной жидкости , англ. gasified liquid conditions; нім. Gasflüssigkeitsregime n) — режим нафтового покладу, при якому нафта переміщується до вибоїв добувних свердловин в основному за рахунок енергії розширення газу, що виділяється з нафти при зниженні тиску в пласті нижче за тиск насичення.

## Гравітаційний
Основною рушійною силою гравітаційного режиму роботи покладу є сила тяжіння власне нафти. Він проявляється в умовах повної ізоляції покладу від водоносної частини, а також за відсутності газу (вільного, або розчиненого в нафті). Випадки виникнення гравітаційного режиму покладу з початку розробки досить рідкісні, звичайно він встановлюється на кінцевій стадії розробки покладів нафти, що спочатку експлуатувались в режимі розчиненого газу. Кінцева нафтовіддача при цьому режимі становить 10—20 %.

### Напірно-гравітаційний
Цей режим, що формується у високопроникних і крутозалягаючих пластах

### Гравітаційний з вільним дзеркалом нафти
Цей різновид режиму виникає в пластах з похилим заляганням і поганими колекторськими властивостями.

## Режими витіснення
Режими витіснення (рос. режимы (нефтяной залежи) напорные (или режимы вытеснения); англ. [oil reservoir] drives (or displacement conditions), нім. Druckregimes n pl (oder Verdrängungsregimes n pl) der Erdöllagerstätte) — термін, який узагальнює водо-, газонапірний і змішаний режими.

## Змішаний режим
Змішаний режим (рос. режимы [нефтяной залежи] смешанные; англ. combination drives of an oil reservoir, combination gas and water drives, нім. kombinierte Regimes n pl [der Erdöllagerstätte]) — режим, за якого є можливим одночасний прояв в однаковій мірі енергій розчиненого газу, пружності і напору води, наприклад, режим витіснення газованої нафти водою.
Його розглядають найчастіше як витіснення газованої нафти (суміші нафти і вільного газу) водою при зниженні вибійного тису рв нижче тиску насичення нафти газом рн. Тиск на контурі нафтоносності може дорівнювати рн або бути вищим за нього. Такий режим протікає в кілька фаз: спочатку проявляється енергія пружності нафти і породи, потім підключається енергія розширення розчиненого газу і далі — енергія пружності і напору водонапірної області. До такого складного режиму відносять також поєднання газо- і водонапірного режимів (газоводонапірний режим), який іноді спостерігається в нафтогазових покладах з водонапірною областю. Особливість такого режиму — двостороння течія рідини: на поклад нафти одночасно настає ВНК і ГНК, нафтовий поклад потокорозділювальною поверхнею (площиною, на геологічній мапі лінією) умовно ділиться на зону, що розробляється при газонапірному режимі, і зону, що розробляється при водонапірному режимі.

## Природний
Природний режим (рос. режимы [нефтяной залежи] естественные; англ. natural drives of an oil reservoir, нім. natürliche Regimes n pl [der Erdöllagerstätte]) — режим роботи покладу нафти, газу, які виникають у покладі під час його розробки за рахунок прояву тільки природної пластової енергії.
Природні умови покладу лише сприяють розвитку певного режиму роботи. Конкретний режим можна встановити, підтримати або замінити іншими шляхом зміни темпів відбору і сумарного відбору рідини, введення додаткової енергії в поклад і т. ін. Наприклад, надходження води відстає від відбору рідини, що супроводжується подальшим зниженням тиску в покладі.

## Штучний
Штучний (рос. режимы [нефтяной залежи] искусственные; англ. [oil reservoir] injection drives, нім. künstliche Regimes n pl der Erdöllagerstätte) — термін, який узагальнює водо- і газонапірний режими, коли в поклад вводиться додатковий тиск шляхом нагнітання в поклад води (або газу). Це, наприклад, водо- і газонапірний режими.

## Виснаження
Режим виснаження (рос. режимы истощения [пластовой энергии] [нефтяной залежи]; англ. drives of oil reservoir depletion [of producing energy]; нім. Erschöpfungstriebe m pl [der Flözenergie] [der Erdöllagerstätte]) — термін, який узагальнює режим пружний, режим розчиненого газу і гравітаційний режим покладу.

## Інші режими
Режимам роботи нафтових покладів дають також додаткові характеристики. Розрізняють режими з контурами нафтоносності, які переміщуються і нерухомими. До перших відносять водонапірний, газонапірний, напірно-гравітаційний і змішаний режими, а до
других — пружний, режим розчиненого газу і гравітаційний з вільною поверхнею нафти. Водо-, газонапірний і змішаний режими називають режимами витіснення (напірними режимами), а решту — режимами виснаження (виснаження пластової енергії).

## Узагальнення і реалізація режимів
Режимам роботи нафтових покладів надають також додаткових характеристик. Розрізняють режими з рухомими і нерухомими контурами нафтоносності. До перших відносять водонапірний, газонапірний, напірно-гравітаційний і мішаний режими, а до других — пружний, режим розчиненого газу й гравітаційний із вільною поверхнею нафти. Водо-, газонапірний і мішаний режими називають режимами витіснення (напірними режимами), а решту — режимами виснаження (виснаження пластової енергії).
Зазначені режими розглянуто в плані їх природного проявлення (природні режими). Природні умови покладу лише сприяють розвитку певного режиму роботи. Конкретний режим можна встановити, підтримувати або замінити іншими шляхом зміни темпів відбирання і сумарного відбирання рідини, введення додаткової енергії в поклад тощо. Наприклад, надходження води відстає від відбирання рідини, що супроводжується подальшим зниженням тиску в покладі. У разі введення додаткової енергії створювані режими роботи покладу називають штучними (водо- і газонапірний).
В Україні нагнітання води здійснюється у 28 % родовищ від загальної кількості; велика частина родовищ Дніпровсько-Донецької западини розробляється на пружному і природному водонапірному режимах, решта родовищ — на режимі розчиненого газу, а ряд виснажених родовищ Передкарпаття, що експлуатуються з минулого століття — на гравітаційному режимі.